# 扭葉松羅蘚
扭葉松羅蘚（学名：Toloxis semitorta）为蔓蘚科松蘿蘚屬下的一个种。